# Bayana
Bayana (o Bayaha) è una suddivisione dell'India, classificata come municipality, di 33.504 abitanti, situata nel distretto di Bharatpur, nello stato federato del Rajasthan. In base al numero di abitanti la città rientra nella classe III (da 20.000 a 49.999 persone).

## Geografia fisica
La città è situata a 26° 53' 60 N e 77° 16' 60 E e ha un'altitudine di 195 m s.l.m..

## Società

### Evoluzione demografica
Al censimento del 2001 la popolazione di Bayana assommava a 33.504 persone, delle quali 17.996 maschi e 15.508 femmine. I bambini di età inferiore o uguale ai sei anni assommavano a 5.569, dei quali 3.042 maschi e 2.527 femmine. Infine, coloro che erano in grado di saper almeno leggere e scrivere erano 21.324, dei quali 13.382 maschi e 7.942 femmine.